# GRRR!
GRRR! è una raccolta greatest hits del gruppo rock britannico Rolling Stones pubblicata il 12 novembre 2012 per commemorare il 50º anniversario della nascita della band. Il disco, uscito in diversi formati a doppio, triplo, quadruplo CD, contiene tutte le più grandi hit di successo del gruppo più 2 nuove canzoni inedite: Doom and Gloom e One More Shot, la cui registrazione risale all'agosto 2012.

## Copertina
Tutte le varie edizioni della compilation hanno una copertina opera dell'illustratore Walton Ford che ritrae un gorilla con la linguaccia rossa logo dei Rolling Stones al posto della bocca.

## Tracce
- Tutti i brani sono opera di Mick Jagger & Keith Richards, eccetto dove indicato.

### Versione da 40 tracce - 2 CD
Disco 1
1. Come On (Chuck Berry)
2. Not Fade Away (Buddy Holly/Norman Petty)
3. It's All Over Now (B.Womack/S.Womack)
4. Little Red Rooster (Willie Dixon)
5. The Last Time
6. (I Can't Get No) Satisfaction
7. Get Off Of My Cloud
8. As Tears Go By
9. 19th Nervous Breakdown
10. Have You Seen Your Mother, Baby, Standing In The Shadow?
11. Paint It, Black
12. Let's Spend the Night Together
13. Ruby Tuesday
14. Jumpin' Jack Flash
15. Honky Tonk Women
16. Sympathy For the Devil
17. Street Fighting Man
18. You Can't Always Get What You Want
19. Gimme Shelter
20. Wild Horses

Disco 2
1. Brown Sugar
2. Tumbling Dice
3. Happy
4. It's Only Rock 'n Roll (But I Like It)
5. Angie
6. Fool To Cry
7. Beast of Burden
8. Miss You
9. Respectable
10. Emotional R'escue
11. Start Me Up
12. Waiting On A Friend
13. Undercover of the Night
14. Mixed Emotions
15. Harlem Shuffle (Bob Relf/Ernest Nelson)
16. Anybody Seen My Baby? (Jagger/Richards/Lang/Mink)
17. You Got Me Rocking
18. Don't Stop
19. Doom and Gloom
20. One More Shot

### Versione da 50 tracce - 3 CD
Disco 1
1. Come On (Chuck Berry)
2. Not Fade Away (Buddy Holly/Norman Petty)
3. It's All Over Now (B.Womack/S.Womack)
4. Little Red Rooster (Willie Dixon)
5. The Last Time
6. (I Can't Get No) Satisfaction
7. Time Is on My Side (Norman Meade)
8. Get Off of My Cloud
9. Heart of Stone
10. 19th Nervous Breakdown
11. As Tears Go By
12. Paint It, Black
13. Under My Thumb
14. Have You Seen Your Mother, Baby, Standing in the Shadow?
15. Ruby Tuesday
16. Let's Spend the Night Together
17. We Love You

Disco 2
1. Jumpin' Jack Flash
2. Honky Tonk Women
3. Sympathy for the Devil
4. You Can't Always Get What You Want
5. Gimme Shelter
6. Street Fighting Man
7. Wild Horses
8. She's a Rainbow
9. Brown Sugar
10. Happy
11. Tumbling Dice
12. Angie
13. Rocks Off
14. Doo Doo Doo Doo Doo (Heartbreaker)
15. It's Only Rock 'n Roll (But I Like It)
16. Fool to Cry

Disco 3
1. Miss You
2. Respectable
3. Beast of Burden
4. Emotional Rescue
5. Start Me Up
6. Waiting on a Friend
7. Undercover of the Night
8. She Was Hot
9. Streets of Love
10. Harlem Shuffle (Bob Relf/Ernest Nelson)
11. Mixed Emotions
12. Highwire
13. Love Is Strong
14. Anybody Seen My Baby? (Jagger/Richards/Lang/Mink)
15. Don't Stop
16. Doom and Gloom
17. One More Shot

### Versione da 80 tracce - 4 CD + 1 Disco bonus
Disco 1
1. Come On (Chuck Berry)
2. I Wanna Be Your Man (John Lennon/Paul McCartney)
3. Not Fade Away (Buddy Holly/Norman Petty)
4. That's How Strong My Love Is (Roosevelt Jamison)
5. It's All Over Now (B. Womack/S. Womack)
6. Little Red Rooster (Willie Dixon)
7. The Last Time
8. (I Can't Get No) Satisfaction
9. Heart of Stone
10. Get Off of My Cloud
11. She Said Yeah
12. I'm Free
13. Play with Fire (Nanker Phelge)
14. Time Is on My Side (Norman Meade)
15. 19th Nervous Breakdown
16. Paint It, Black
17. Have You Seen Your Mother, Baby, Standing in the Shadow?
18. She's a Rainbow
19. Under My Thumb
20. Out of Time
21. As Tears Go By

Disco 2
1. Let's Spend the Night Together
2. Mother's Little Helper
3. We Love You
4. Dandelion
5. Lady Jane
6. Flight 505
7. 2000 Light Years from Home
8. Ruby Tuesday
9. Jumpin' Jack Flash
10. Sympathy for the Devil
11. Child of the Moon
12. Salt of the Earth
13. Honky Tonk Women
14. Midnight Rambler
15. Gimme Shelter
16. You Got the Silver
17. You Can't Always Get What You Want
18. Street Fighting Man
19. Wild Horses

Disco 3
1. Brown Sugar
2. Bitch
3. Tumbling Dice
4. Rocks Off
5. Happy
6. Doo Doo Doo Doo Doo (Heartbreaker)
7. Angie
8. It's Only Rock 'n Roll (But I Like It)
9. Dance Little Sister
10. Fool to Cry
11. Respectable
12. Miss You
13. Shattered
14. Far Away Eyes
15. Beast of Burden
16. Emotional Rescue
17. Dance (Pt. 1)
18. She's So Cold
19. Waiting on a Friend
20. Neighbours

Disco 4
1. Start Me Up
2. Undercover of the Night
3. She Was Hot
4. Harlem Shuffle (Bob Relf/Ernest Nelson)
5. Mixed Emotions
6. Highwire
7. Almost Hear You Sigh (Jagger/Richards/Steve Jordan)
8. You Got Me Rocking
9. Love Is Strong
10. I Go Wild
11. Anybody Seen My Baby? (Jagger/Richards/Lang/Mink)
12. Saint of Me
13. Don't Stop
14. Rough Justice
15. Infamy
16. Rain Fall Down
17. Streets of Love
18. Plundered My Soul
19. Doom and Gloom
20. One More Shot

Disco Bonus - Demo del 1963, IBC
1. Diddley Daddy
2. Road Runner
3. Bright Lights, Big City
4. Honey What's Wrong
5. I Want to Be Loved